# Абдуллах ибн Абдул-Кадир
Абдуллах бин Абдул Кадир Мунши (малайск. Abdullah bin Abdul Kadir Munshi; 1796—1854) — малайский просветитель и писатель. Известен также под сокращённым именем Абдуллах Мунши (Абдуллах учитель). Почитается в Малайзии как отец современной малайской литературы.

## Краткая биография
Сын торговца. По происхождению наполовину араб и наполовину тамил. Был письмоводителем Томаса Стэмфорда Раффлза, преподавал малайский язык христианским миссионерам и индийским сипаям, помогал английским учёным, работавшим над описанием Малайи.

## Творчество
Первый публикатор краткой версии «Малайских родословий» (1840 год), переводчик на малайский язык тамильской «Панчатантры».
Автор ряда произведений: «Шаир о пожаре в Сингапуре» (1830), "История плавания Абдуллаха (1838), «Дава-уль-Кулуб» (1883), «История Абдуллаха» (1849), «История плавания Абдуллаха в Джидду» (неоконч., 1854), «Книга об обычаях всех малайских раджей во всей стране» (1837).
В живом и образном малайском языке произведений ощущается влияние литературного стиля «Малайских родословий». В них проповедуется рациональное отношение к жизни

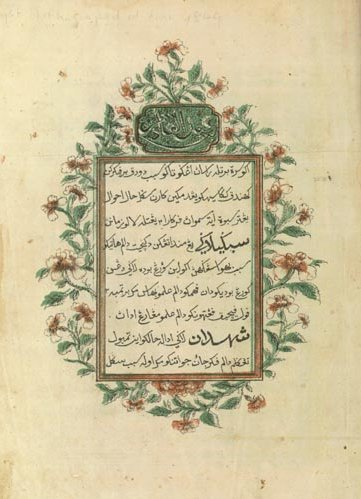
Литография первого издания книги «История Абдуллаха» (1849)
Обложка книги «История Абдуллаха» издания 1939 г.

## Сочинения
- Karya lengkap Abdullah Abdul Kadir Munsyi (Полное собрание сочинений Абдуллаха Абдула Кадира Мунши). Editor  Sweeney, Amin.  Jakarta : Kepustakaan Populer Gramedia : Ecole francaise d'Extreme-Orient, 2005-2008.